# طوفان سنجاقک
طوفان سنجاقک نام فیلم کوتاه ایرانی محصول سال ۱۳۸۲ به کارگردانی شهرام مکری است. این فیلم در بیست و دومین جشنواره فیلم فجر برنده سیمرغ بلورین بهترین فیلم کوتاه داستانی شد. همچنین شهرام مکری برای این فیلم نامزد دریافت تندیس بهترین سینماگر عرصه کوتاه، مستند و انیمیشن از هشتمین جشن دنیای تصویر در سال ۱۳۸۴ شد. این فیلم، اولین فیلم کوتاه شهرام مکری است.